# حمد الدوسري (لاعب كرة قدم بحريني)
حمد محمد إبراهيم الدوسري (ولد في 24 يوليو 1989 في المنامة، البحرين) لاعب كرة قدم دولي بحريني يجيد اللعب في مركز حارس المرمى. يلعب حاليا لصالح الرفاع الشرقي الذي ينافس في الدوري البحريني الممتاز منذ 2020.

## الإنجازات

### الرفاع
- الدوري البحريني الممتاز (2): 2012، 2014
- كأس الاتحاد البحريني (1): 2014

## روابط خارجية
- حمد الدوسري على موقع قاعدة بيانات كرة القدم.إي يو (الإنجليزية)
- حمد الدوسري على موقع ناشيونال فوتبول تيمز (الإنجليزية)
- حمد الدوسري على موقع Soccerway.com (الإنجليزية)